# Шторк, Адам
Филипп Адам Шторк (нем. Philip Adam Storck; 16 октября 1780, Трабен-Трарбах — 19 апреля 1822, Бремен) — немецкий историк и переводчик.
Учился в университетах Гиссена и Йены, преподавал в городской школе в Хагене, в 1810 году стал её директором. С 1811 года жил и работал в Бремене, преподавал историю, иностранные языки и др.
Опубликовал несколько брошюр, в том числе «Эпизоды из путешествия в Париж» (нем. Episoden aus einer Reise nach Paris; 1810), анонимный памфлет «Об отношении вольных ганзейских городов к торговле в Германии» (нем. Über das Verhältnis der freien Hansestädte zum Handel in Deutschland; 1821). Последней работой Шторка стала книга «Взгляд на вольный город Бремен и его окрестности» (нем. Ansichten der Freien Hansestadt Bremen und ihrer Umgebung), в отношении истории города полностью опиравшаяся на уже известные источники, но повествовавшая о новейших событиях в поэтическом ключе; книга дописывалась коллегами Шторка и увидела свет почти через год после его смерти. Кроме того, Шторку принадлежит ряд переводов из Вальтера Скотта, в том числе его поэмы «Дева озера», фрагменты которой были положены на музыку Францем Шубертом.